# Ivo Fabinc
Ivo Fabinc, slovenski ekonomist, univerzitetni profesor in politik * 19. oktober 1918, Ljubljana, † 26. februar 2010, Ljubljana.

## Življenje
Fabinc je leta 1965 doktoriral na Ekonomski fakulteti v Beogradu. Postal je profesor za mednarodne ekonomske odnose v Beogradu, 1974 tudi na Ekonomski fakulteti v Ljubljani; pozneje je bil tudi dekan (1979-81) in po upokojitvi zaslužni profesor. Bil je tudi član Predsedstva SRS. 
V letih 1981 do 1985 je bil rektor Univerze v Ljubljani. Prejel je svečano listino in zlato plaketo Univerze v Ljubljani (1986). Bil je mdr. član Evropske akademije znanosti in umetnosti.